# Кения на зимних Олимпийских играх 2018
Кения на зимних Олимпийских играх 2018 года была представлена Сабрина Симадер, которая приняла участия в соревнованиях в горнолыжном спорте. Последний раз кенийская сборная на зимних Играх выступала в 2006 году, когда участие в соревнованиях принимал лыжник Филип Бойт. Также Сабрине Симадер было доверено право нести национальный флаг на церемонии открытия Игр, а на церемонии закрытия флаг нёс волонтёр соревнований. По итогам соревнований Сабрине Симадер не удалось завоевать олимпийскую награду.

## Состав сборной
Горнолыжный спорт
1. Сабрина Симадер

## Результаты соревнований

### Лыжные виды спорта

#### Горнолыжный спорт
Квалификация спортсменов для участия в Олимпийских играх осуществлялась на основании специального квалификационного рейтинга FIS по состоянию на 21 января 2018 года. При этом НОК для участия в Олимпийских играх мог выбрать только того спортсмена, который вошёл в топ-500 олимпийского рейтинга в своей дисциплине, и при этом имел определённое количество очков, согласно квалификационной таблице. Страны, не имеющие участников в числе 500 сильнейших спортсменов, могли претендовать только на квоты категории «B» в технических дисциплинах. По итогам квалификационного отбора сборная Кении стала обладательницей олимпийской лицензии категории «A» в женских соревнованиях, которую для страны завоевала Сабрина Симадер.
Женщины
| Соревнование      | Спортсмены      | Скоростной спуск/ 1 спуск | Скоростной спуск/ 1 спуск | Слалом/ 2 спуск | Слалом/ 2 спуск | Всего   | Место | Отставание |
| Соревнование      | Спортсмены      | Время                     | Место                     | Время           | Место           | Всего   | Место | Отставание |
| ----------------- | --------------- | ------------------------- | ------------------------- | --------------- | --------------- | ------- | ----- | ---------- |
| супергигант       | Сабрина Симадер | Не проводится             | Не проводится             | Не проводится   | Не проводится   | 1:26.25 | 38    | +5.14      |
| гигантский слалом | Сабрина Симадер | 1:23.27                   | 59                        | DNF             | DNF             | —       | —     | —          |